# Nintendo DS
Der Nintendo DS (kurz NDS oder DS) ist eine vom japanischen Spielkonsolenhersteller Nintendo entwickelte und produzierte Handheld-Konsole und Nachfolger des Game Boy Advance. Der Nintendo DS verfügt über zwei Bildschirme, von denen der untere ein druckempfindlicher Touchscreen ist, sowie ein eingebautes Mikrofon. Diese sollen gegenüber früheren Konsolen eine neuartige und vereinfachte Spielsteuerung ermöglichen. Der DS spielte eine entscheidende Rolle im Durchbruch des Touchscreens und etablierte diesen im Massenmarkt.
Der Nintendo DS ermöglicht sowohl eine direkte kabellose Verbindung zu anderen Konsolen in der Nähe, als auch über einen Hot Spot eine Internetverbindung zu anderen Spielern weltweit herzustellen und so zusammen Mehrspielerspiele zu spielen. Der dabei verwendete Onlinedienst Nintendo Wi-Fi Connection wurde inzwischen eingestellt. Ein Webbrowser ermöglicht darüber hinaus das Surfen im World Wide Web. Weitere Besonderheiten sind der virtuelle Raumklang sowie die Kompatibilität mit Game-Boy-Advance-Spielen.
Der Nintendo DS hat sich einschließlich der Varianten DS Lite, DSi und DSi XL weltweit etwa 154,02 Millionen Mal verkauft und belegt damit Platz 2 der meistverkauften Spielkonsolen, direkt hinter der PlayStation 2 von Sony.
Der Nachfolger Nintendo 3DS erschien 2011.

## Modelle

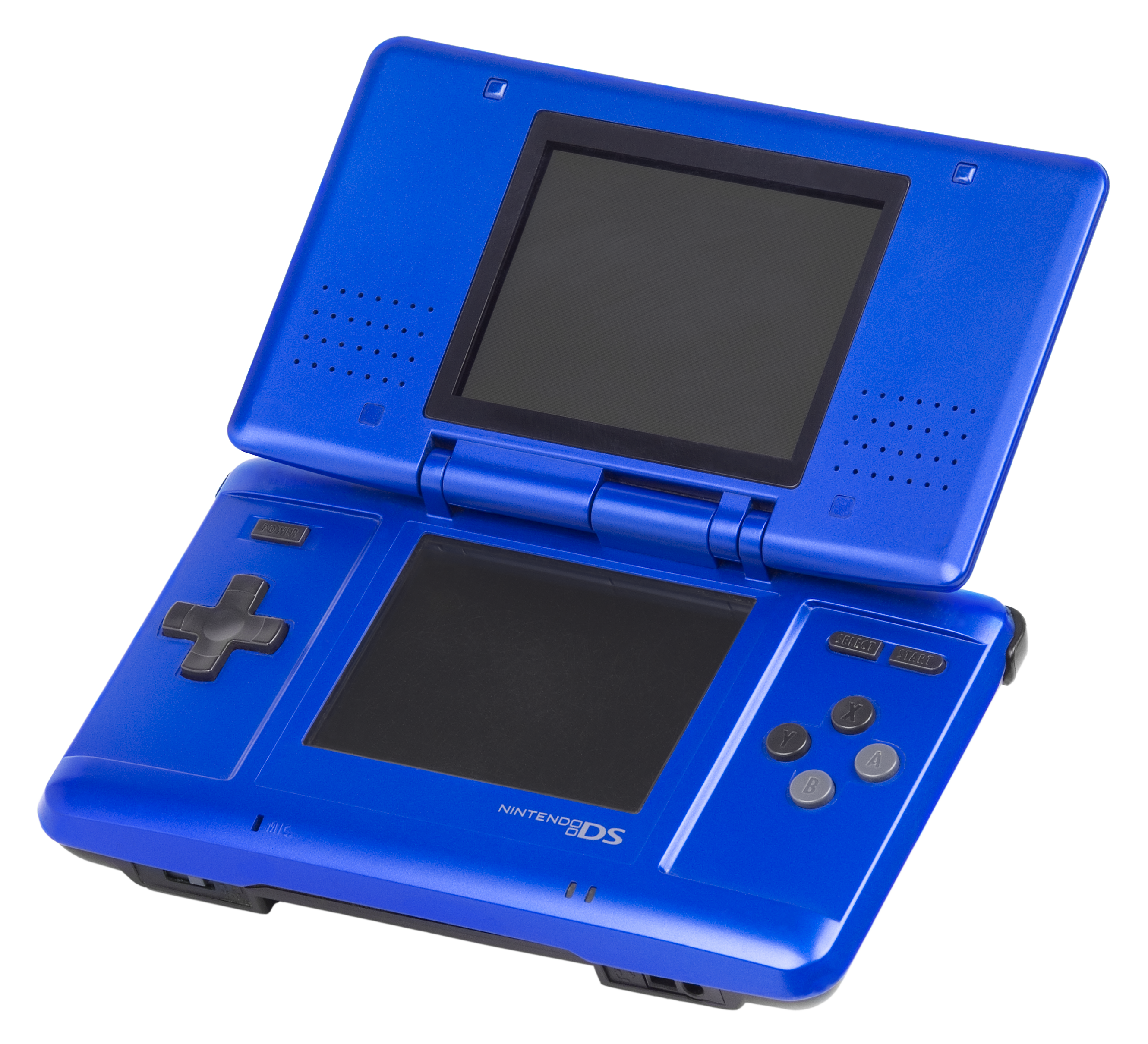
Nintendo DS
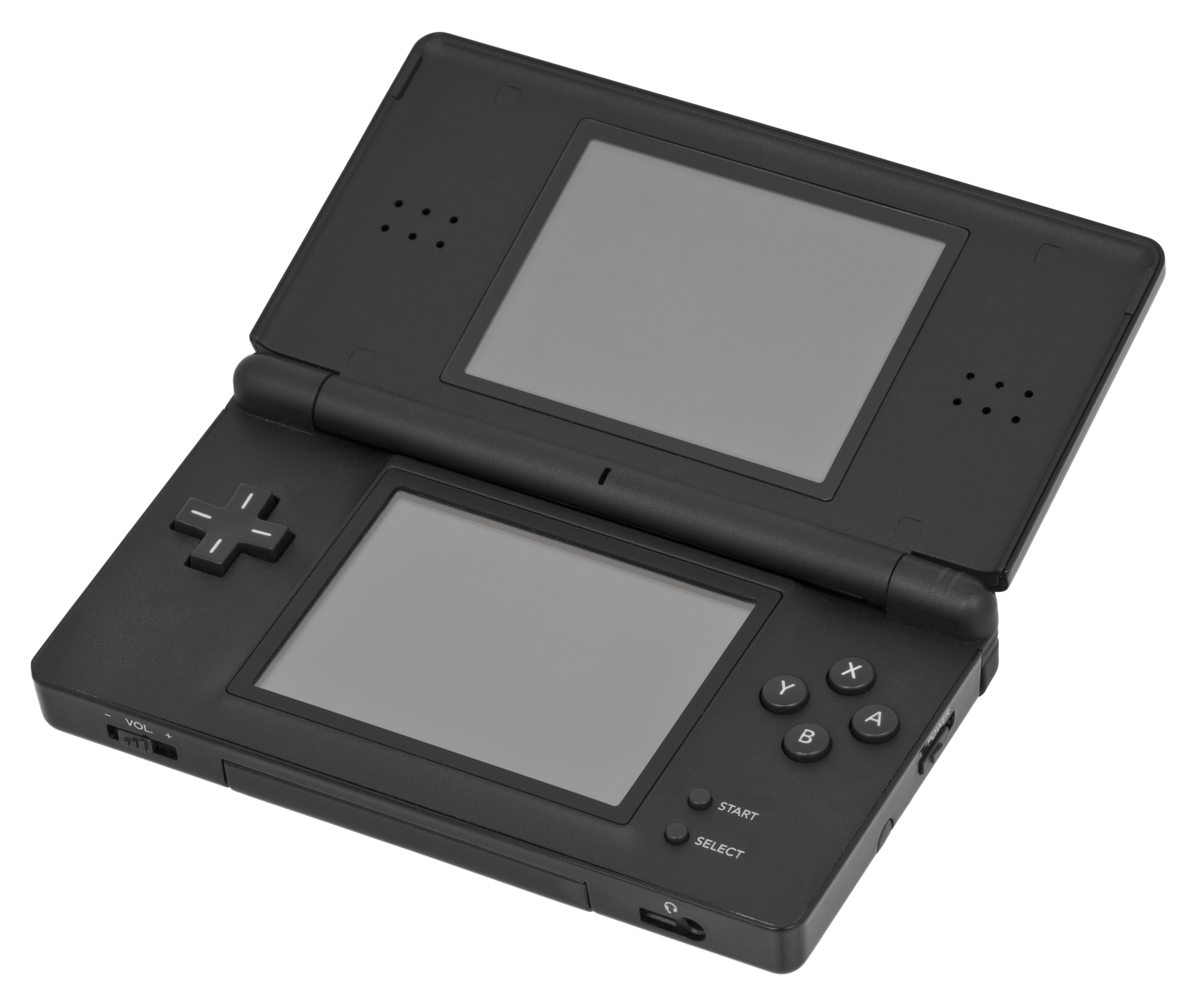
Nintendo DS Lite
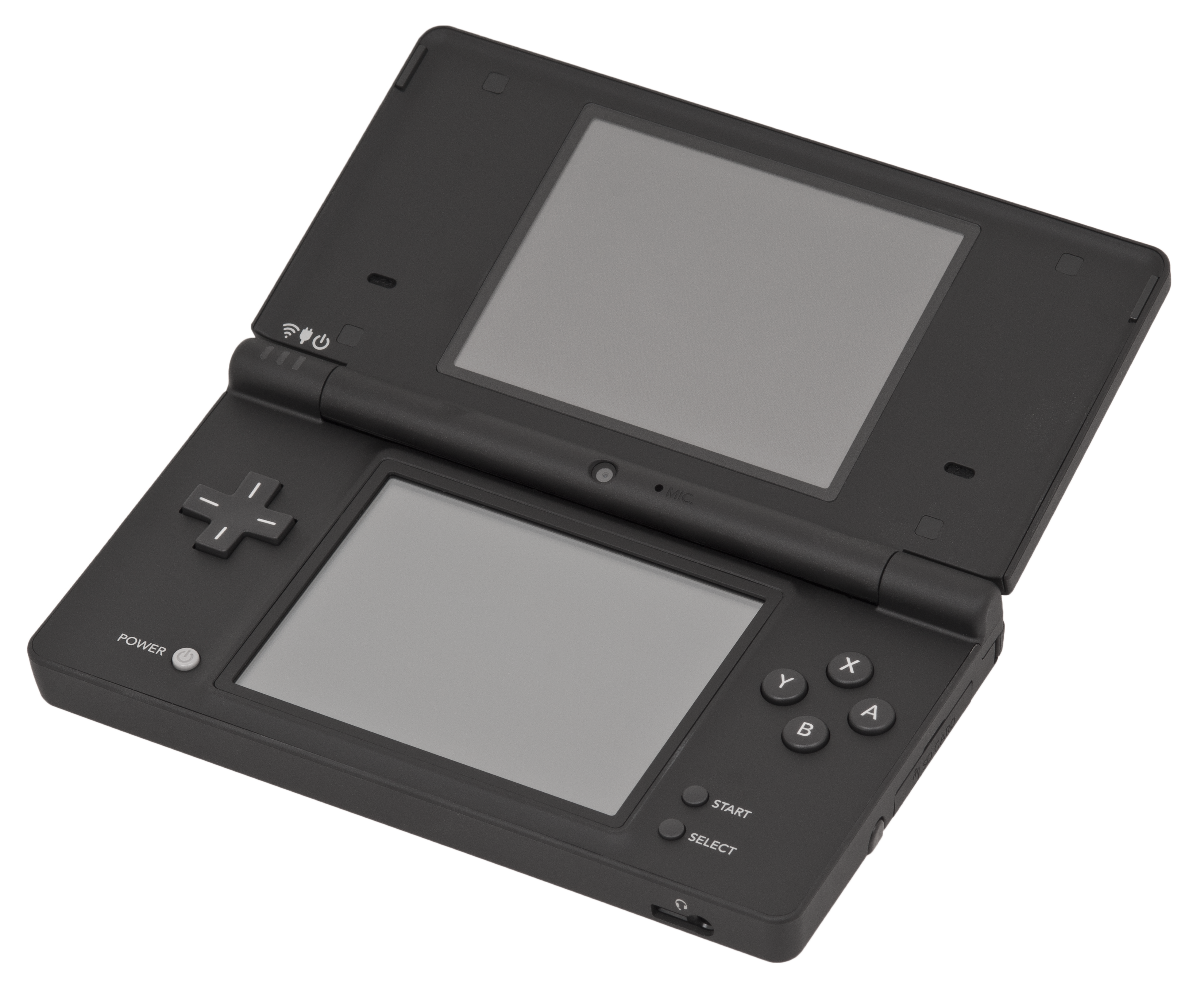
Nintendo DSi
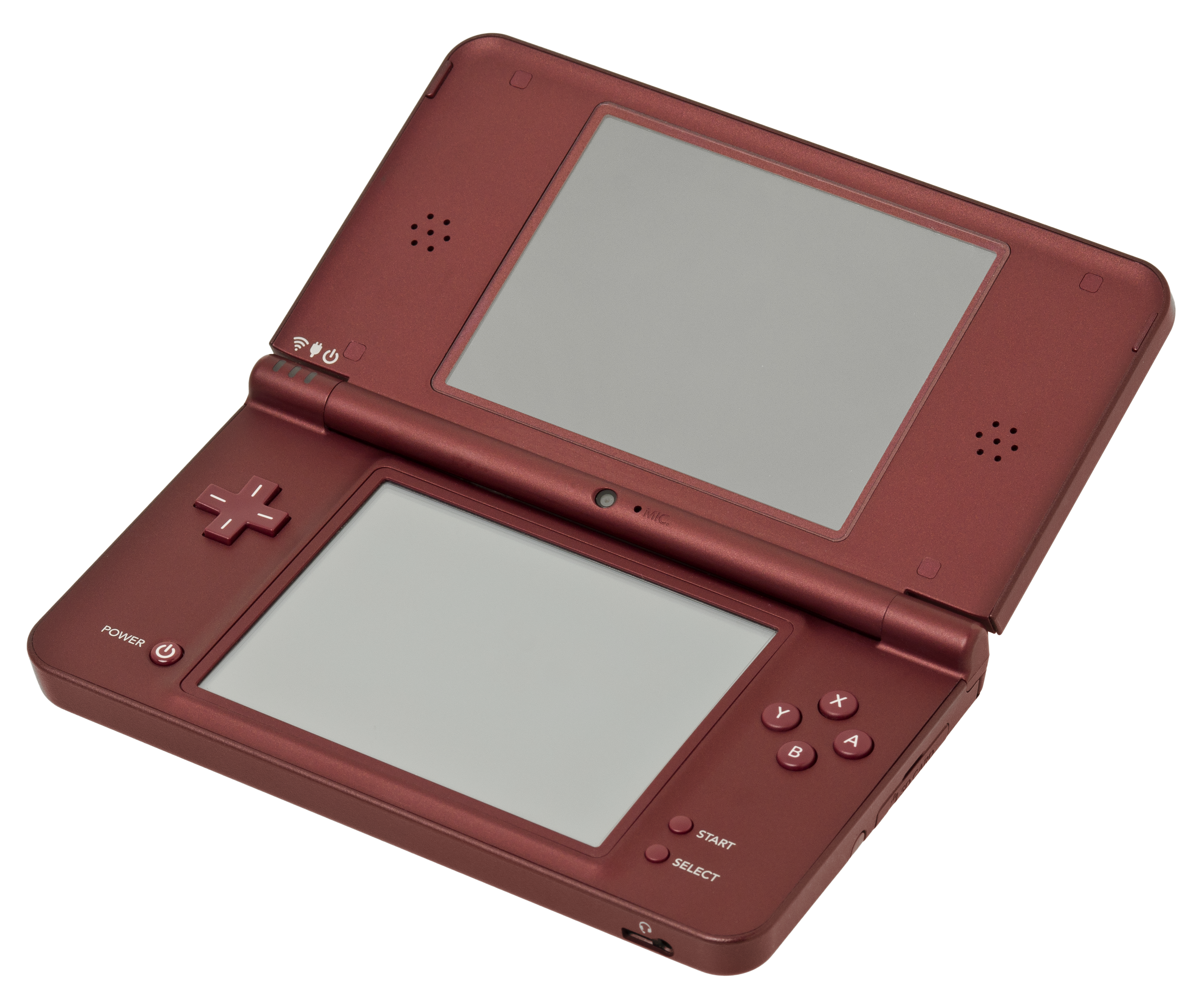
Nintendo DSi XL

### Nintendo DS
Die erste Version des Nintendo DS wird rückblickend zur Unterscheidung von späteren Modellen auch DS phat ‚fett‘ (in Anlehnung an die wesentlich klobigere Form) oder DS classic ‚klassisch‘ genannt.
In Japan erschien der Nintendo DS zunächst nur in der Farbvariante silbern mit schwarzer Unterseite. Am 21. April 2005 erschien dann eine blaue mit schwarzer Unterseite sowie eine rosafarbene mit weißer Unterseite in einem Bundle mit dem Spiel Nintendogs. Diese erschienen in Europa am 7. Oktober 2005.
Darüber hinaus waren in den USA und Japan weitere Farbvariationen erhältlich, wie eine schwarz-weiße oder rot-schwarze Variante. In Zusammenarbeit mit anderen Unternehmen wurden auch Sondereditionen mit speziell angefertigten Designs vertrieben oder verlost. So erschien in Japan in Zusammenarbeit mit Pepsi eine auf 1000 Exemplare limitierte Edition des Handhelds in den Pepsi-Farben und dazu passenden Ohrhörern oder eine Variante mit dem MTV-Logo.

### Nintendo DS Lite

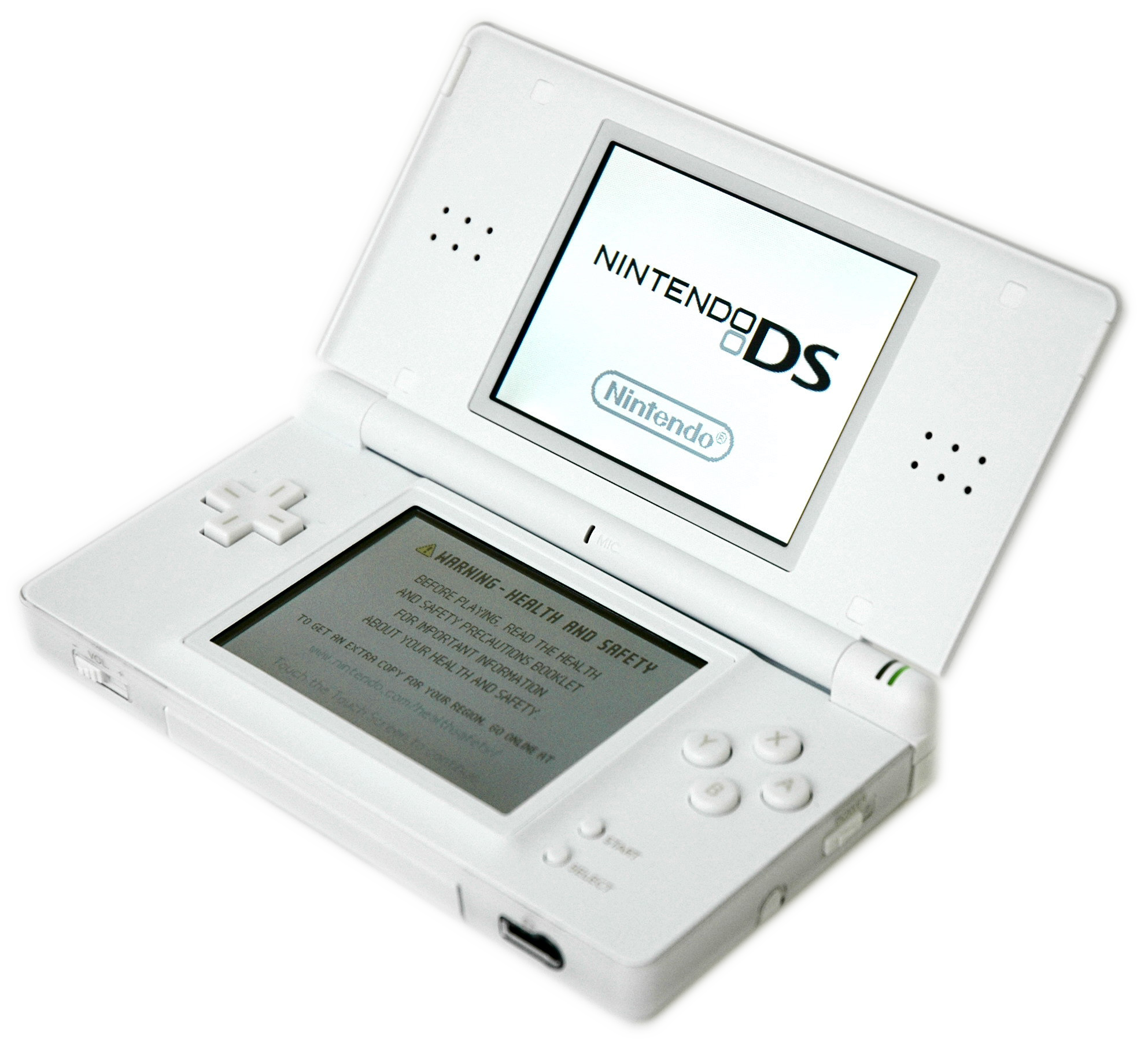
Nintendo DS Lite in Weiß mit Startbildschirm (englisch)

Bei dem am 23. Juni 2006 erschienenen Nintendo DS Lite handelt es sich im Wesentlichen um ein Neudesign des Gehäuses. Der DS Lite ist ca. 30 % kleiner als der Original-DS und verfügt dabei über eine höhere Akkulaufzeit. Die neue, kompaktere Bauform machte einen neuen Stromanschluss notwendig, sodass Netzteile des ersten DS und des Game Boy Advance SP nicht mehr verwendet werden können.
Zu den weiteren Unterschieden zur ersten Version zählen:
- Schärfere Displays mit kräftigeren Farben und vier Helligkeitsstufen (wobei sich die Displaybeleuchtung nicht mehr deaktivieren lässt),
- ein handlicherer Eingabestift mit Einschub rechts am Gerät,
- ein Mikrofon in der Mitte statt an der Unterseite,
- Start- und Select-Knöpfe unterhalb statt oberhalb der Aktionsknöpfe (A, B, X, Y),
- Verbesserung der Lautsprecher, durch die man Musik auch mit zugeklapptem Nintendo DS gut hören kann
- und ein neuer Ein-Aus-Schalter an der Seite der Konsole.

Kritisiert wurde, dass gerade bei starker Sonneneinstrahlung die Bildschirme der Konsole weiterhin spiegeln, wenn auch weniger stark als beim alten Modell. Aufgrund des kompakten Designs ragen zudem Game-Boy-Advance-Module ein Stück weit aus dem Gerät heraus – dies gilt auch für manche Peripherie-Geräte, siehe Zubehör. Häufig wird die Schwammigkeit und das fehlende Druckgefühl der Tasten kritisiert, die relativ tief zu drücken sind. Andererseits reagierte der Hersteller damit auf Behauptungen, die Tasten des ersten Modells seien schlichtweg zu „hart“ zum angenehmen Spielen. Alle nachfolgenden Modelle hatten daraufhin wieder Tasten mit klarer definiertem Druckpunkt.
Erhältlich war der DS Lite in den Farben Weiß, Schwarz, Rosa, Silber, Rot, Türkis und Hellgrün. Darüber hinaus erschienen diverse limitierte Sondereditionen, wie z. B. eine schwarz-silberne zusammen mit dem Spiel Guitar Hero: On Tour. In Japan waren außerdem die Farben enamel navy und ice blue erhältlich. Durch nachproduzierte Gehäuse von Drittherstellern sind inzwischen auch diverse andere Farben, Farbkombinationen und Designs zu finden.
Insgesamt wurden etwa 93,86 Millionen Einheiten des Nintendo DS Lite verkauft, womit dieses Modell rund 61 % der gesamten Verkaufsmenge aller Varianten ausmacht.

### Nintendo DSi

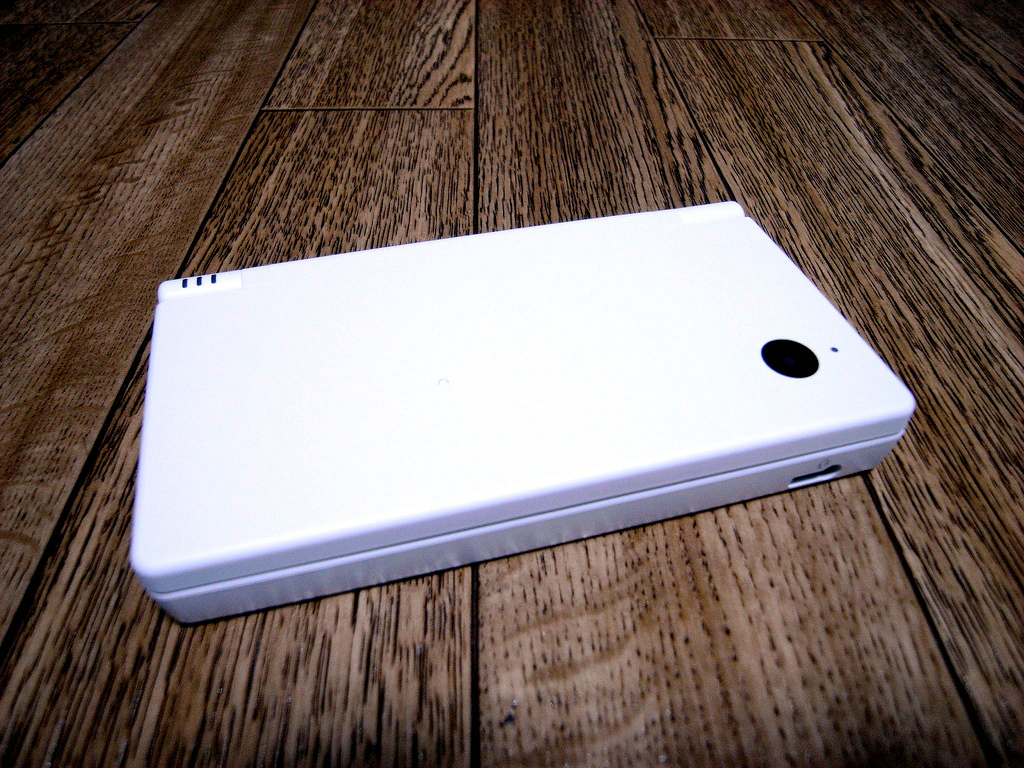
Zugeklappter Nintendo DSi mit Außenkamera

Am 2. Oktober 2008 kündigte Nintendo die Veröffentlichung des Nintendo DSi an, welcher in Japan ab dem 1. November 2008 und in Europa ab dem 3. April 2009 in den Farben schwarz und weiß erhältlich war.
Auffälligste Neuerung sind die zwei Kameras, von denen eine an der Außenseite des Deckels angebracht ist und die andere an der Innenseite zwischen den beiden Bildschirmen. Der Slot-2 fällt beim DSi weg. Dadurch können zum einen keine Game-Boy-Advance-Spiele mehr gespielt werden, zum anderen ist auch Zubehör für diesen Schacht (siehe Zubehör) nicht mehr nutzbar. Hinzugekommen ist außerdem ein Schacht für SD-Karten. Auf den SD-Karten können Bilder, Audio-Dateien und herunterladbare Software gespeichert werden.
Das Gehäuse des DSi ähnelt ansonsten dem des DS Lite: Es ist etwas leichter und flacher, gleichzeitig aber auch etwas länger und breiter. Die Bildschirme des Nintendo DSi sind heller und in der Fläche um 17 % vergrößert. Zusätzlich wurden sowohl die maximale Lautstärke als auch die Soundqualität durch einen neuen Codec-Chip erhöht. Der bisher verbaute Schieberegler, mit dem sich die Lautstärke einstellen ließ, wurde durch zwei Lauter-Leiser-Tasten ersetzt. Der Einschaltknopf befindet sich links unten neben dem Touchscreen.
Der Prozessortakt wurde auf 133 MHz verdoppelt, der Arbeitsspeicher auf 16 MB vervierfacht. Außerdem kam ein interner Flash-Speicher von 256 MB neu hinzu.
Im Gegensatz zu seinen Vorgängern können Programme für den DSi nicht mehr nur per Spielmodul erworben werden, sondern auch über den gleichzeitig gestarteten Nintendo-DSi-Shop. Über diesen inzwischen eingestellten Dienst konnten Benutzer Spiele und Programme direkt über das Internet kaufen und herunterladen. Hier wurden auch exklusive Titel unter dem Namen DSiWare angeboten, die nie als Spielmodul im Einzelhandel erschienen.
Der zuvor kostenpflichtige und nur separat erhältliche Webbrowser von Opera war für den DSi in einer verbesserten Version kostenlos herunterladbar. Ein Bild- und Ton-/Stimmen-Bearbeitungsprogramm und ein Audioplayer sind vorinstalliert. Die Kamera beherrscht Gesichtserkennung und kann aufgenommene Bilder auf einer eingesteckten SD-Karte speichern, sodass sie auf einen Computer übertragen werden konnten. Funknetze mit WPA-Verschlüsselung werden im Gegensatz zum Vorgängermodell ebenfalls unterstützt.

### Nintendo DSi XL
Am 29. Oktober 2009 kündigte Nintendo eine neue Version des DSi mit dem Namen DSi XL an (in Japan DSi LL). In Japan ist sie seit dem 21. November 2009 erhältlich, in Europa erschien der Nintendo DSi XL am 5. März 2010. Die Handheld-Konsole war zunächst nur in den Farben bordeauxrot und dunkelbraun erhältlich. Die unverbindliche Preisempfehlung lag in Deutschland bei 179,99 Euro.
Die XL-Version ist eine größere Ausgabe des Nintendo DSi. Die Außenmaße betragen 16,1 × 2,1 × 9,1 cm (DSi: 13,7 × 1,9 × 7,5 cm). Das Gewicht steigt um 96 g auf insgesamt 314 g. Mit dieser Vergrößerung nehmen auch die Abmessungen der beiden Bildschirme zu. Die Bildschirmdiagonale erhöht sich um 2,18 cm auf 10,59 cm. Dabei bleibt die Auflösung der Displays unverändert, was mitunter zu verstärktem Treppeneffekt führt. Die Spezifikationen der verbauten Hardware sind identisch mit dem Standardmodell. Im Lieferumfang enthalten war zusätzlich zum Touchpen, der sich in das Gerät einschieben lässt auch ein wesentlich größerer und dickerer Stylus, in seiner Form ähnlich einem Kugelschreiber.
Auf dem DSi XL sind die DSiWare-Titel Dr. Kawashimas Gehirn-Jogging für Zwischendurch, Wörterbuch 6 in 1 mit Kamerafunktion und der DSi-Webbrowser bereits vorinstalliert.

## Bedienung
Der Nintendo DS verfügt, ähnlich wie der Game Boy Advance, über zwei Schultertasten R und L an der Oberseite der Konsole, ein Steuerkreuz links des Touchscreens, einen Start- und einen Select-Knopf sowie die Aktionstasten A und B rechts des Touchscreens. Über die Tasten seines Vorgängers hinaus ist der DS mit zwei weiteren Aktionstasten X und Y ausgestattet. Manche Spiele nutzen außerdem das integrierte Mikrofon, um Befehle entgegenzunehmen. So werden mitunter Kerzen ausgeblasen oder Hunde tatsächlich gerufen.
Wird der DS zugeklappt, während ein Spiel läuft, so wird das Spiel pausiert und die Bildschirme werden abgeschaltet. Die Akkulaufzeit wird durch diesen Stand-by-Modus um ein Vielfaches verlängert. Zum Fortsetzen wird die Konsole einfach wieder aufgeklappt.

### Bildschirme

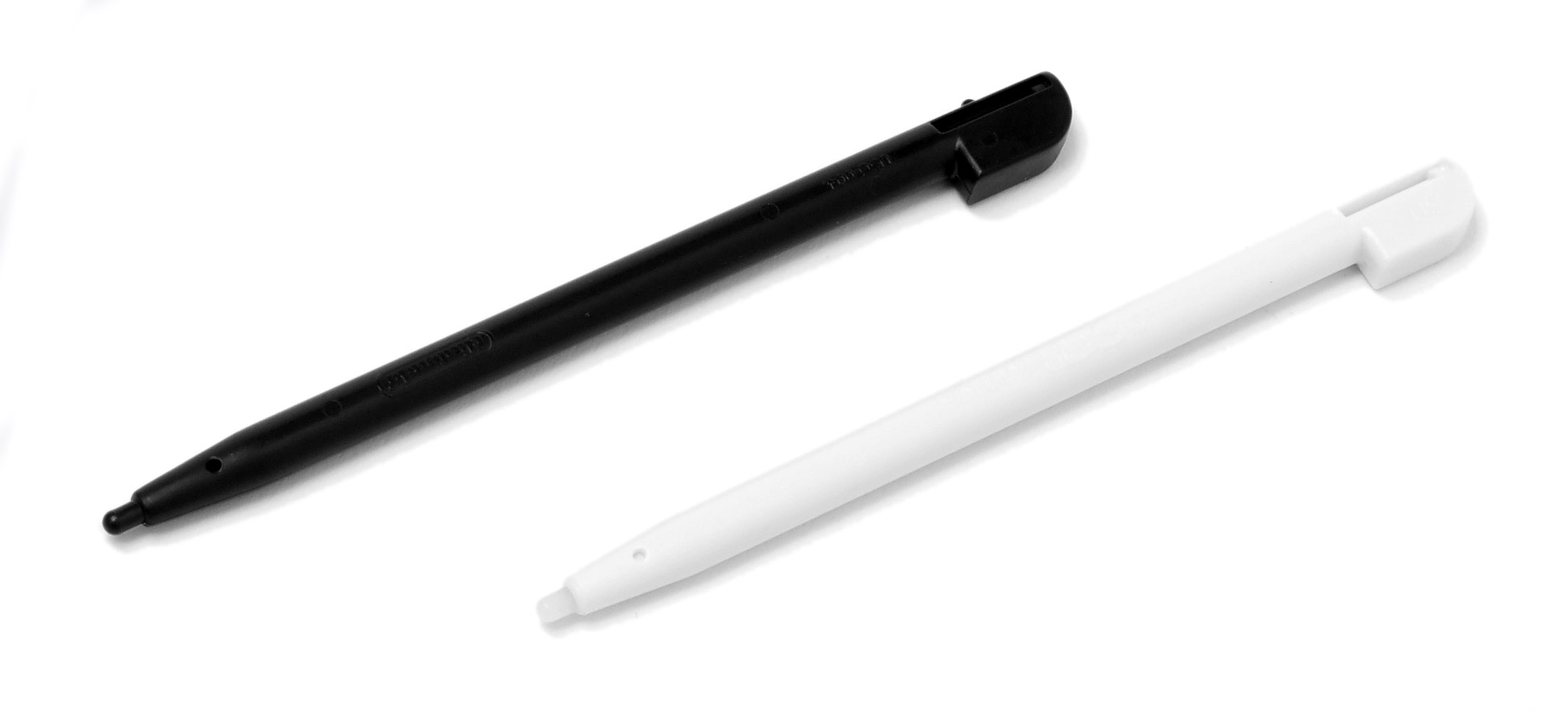
Eingabestifte des Nintendo DS Lite

Viele für den Nintendo DS konzipierten Spiele nutzen den resistiven Bildschirm. Er wird entweder mit einem mitgelieferten Eingabestift bedient – dem sogenannten Stylus oder Touchpen – oder einfach mit dem Finger. Der Touchscreen reagiert sehr genau auf punktuell ausgeübten Druck. Dadurch ist eine Texteingabe über eine auf dem Bildschirm abgebildete Tastatur möglich. Diese findet beispielsweise Anwendung in der vorinstallierten Anwendung PictoChat oder bei der Nutzung des Nintendo DS Browsers. Je nach Anwendung können mit dem Touchpen auch frei Hand Texte geschrieben und Bilder gezeichnet werden.
Die charakteristischen zwei Bildschirme der Konsole werden in Spielen unterschiedlich genutzt. Gerade zu Beginn des Lebenszyklus der Konsole nutzten viele Titel die beiden Bildschirme wie einen einzelnen vertikalen Bildschirm und stellen dieselbe Spielwelt über beide Bildschirme dar. Dies ist aus Entwicklersicht häufig schwierig umzusetzen, da nicht beide Bildschirme immer eine gleichbleibende Grafikqualität darstellen können.
Deshalb gilt in vielen Spielen stattdessen zwei Bildschirme – zwei unterschiedliche Darstellungen. So werden beispielsweise an die aktuelle Spielszene angepasste Bedienelemente auf dem unteren Bildschirm eingeblendet, die per Touchscreen oder Fingerdruck Interaktionen erlauben, um das eigentliche Spielgeschehen, das auf dem oberen Bildschirm dargestellt wird, zu beeinflussen. Bekannte Beispiele dafür sind Rollenspiele, wie die Titel der Pokémon-Reihe oder Chrono Trigger.
Gerade in Spielen, die auf echte 3D-Grafik setzen, wie The Legend of Zelda: Phantom Hourglass oder Nintendogs, beschränkt sich diese auf einen der beiden Bildschirme zur gleichen Zeit. Welcher von beiden das ist, kann sich je nach Spielsituation ändern. So wechselt die dreidimensionale Darstellung der eigenen Hundewelpen in Nintendogs abhängig davon, ob der Spieler gerade mit seinen Hunden interagiert (Streicheln via Touchscreen) oder das Spielmenü aufruft (Auswahl mittels Eingabestift, die Hunde währenddessen auf dem oberen Bildschirm).
Wenige Spiele wie Animal Crossing: Wild World erlauben darüber hinaus sämtliche Aktionen sowohl mit den Tasten durchzuführen als auch mittels Touchscreen. So lässt sich das Spiel ausschließlich über Tastenbedienung, ausschließlich über Touch-Bedienung oder eben mit einer Kombination aus beiden spielen.
Spiele wie Ninja Gaiden: Dragon Sword, Dr. Kawashimas Gehirn-Jogging oder Rechts oder Links – Ambidextrous Challenge lassen den Spieler die Konsole um 90° drehen. Der DS wird dann wie ein Buch gehalten und die beiden Bildschirme sind nebeneinander angeordnet, statt übereinander.

## Geschichte

### Name
Das Kürzel DS war ursprünglich ein Arbeitstitel und steht für Dual Screen ‚Doppelter Bildschirm‘ aufgrund der zwei LC-Bildschirme. Auf der E3 2004 nannte Nintendo die Konsole allerdings auch Developers' System ‚Entwickler-System‘, da sie leicht programmierbar sein sollte und viele neue Möglichkeiten für Entwickler bot.
Da das Gerät schon vor seinem Marktstart für Diskussion sorgte, wurde der Name schnell bekannt, sodass Nintendo sich dazu entschied, ihn beizubehalten und ihn nicht wie ursprünglich geplant zu ändern. Der firmeninterne Codename der Konsole lautet Nitro. Aus diesem Grund beginnen die Produktnummern mit NTR.

### Beziehung zum Game Boy
Noch vor der öffentlichen Präsentation der Konsole verriet Nintendo in einem Interview, dass der Nintendo DS nicht Nachfolger des Game Boy Advance werden sollte und dass sich noch eine weitere Handheld-Konsole in Entwicklung befände, die die nächste Generation der Game-Boy-Reihe einnehmen werde. Der Nintendo DS sollte die dritte Säule im Konsolen-Ökosystem Nintendos werden, die sich an Gelegenheitsspieler richtet, während der GameCube den Markt der Heimkonsolen bediente und die Game-Boy-Reihe den „traditionellen Handheld-Markt“.
Der Nintendo DS galt schon bald nach Verkaufsstart als Nachfolger des Game Boy Advance und wird, obwohl von Nintendo nie offiziell als solcher bezeichnet, von der Fachwelt und Spielergemeinde als solcher wahrgenommen.

### Vermarktung
Nintendo stellte das System erstmals im Mai 2004 auf der Videospielmesse E3 in Los Angeles der Öffentlichkeit vor. Wenig später gab das Unternehmen das endgültige Design des Geräts und seine Ausstattung bekannt. Auf den Markt kam das erste Modell am 21. November 2004 in den USA. Dies war der erste Verkaufsstart eines Nintendo-Produkts außerhalb Japans. Dort war das Gerät erst ab dem 2. Dezember 2004 erhältlich. Am 25. Februar 2005 folgte die Veröffentlichung in Australien und am 11. März 2005 in Europa.
Im Juli und August 2005 lief in über 5000 US-Kinos ein Werbespot zu dem im Herbst desselben Jahres startenden Onlinedienst mit dem Slogan „Für jede Aktion gibt es eine entgegengesetzte und gleiche Reaktion“.
Mit dem Nintendo DS zielte der Hersteller von Anfang an auf bisher nicht erschlossene Märkte ab. Aufwendige Werbekampagnen mit insbesondere weiblichen Prominenten wie America Ferrera, Nicole Kidman, Beyoncé Knowles, Liv Tyler und Carrie Underwood sollten neue Zielgruppen ansprechen. Dieses Ziel verfolgte Nintendo auch mit diversen entsprechend vermarkteten Spieletiteln. So wurde neben den traditionellen Nintendo-Franchises wie Mario und Zelda unter der Marke „Touch Generations“ auch Software wie Dr. Kawashimas Gehirn-Jogging, Augen-Training und Kochkurs: Was wollen wir heute kochen? erfolgreich vermarktet. Das zweitmeistverkaufte Spiel der Plattform ist Nintendogs, eine vor allem an Gelegenheitsspieler gerichtete Haustiersimulation.

### Absatzzahlen
Bis zum Marktstart waren Kritiker äußerst skeptisch und sahen im Nintendo DS nicht mehr als ein Spielzeug. So wurde angesichts der technologischen Unterlegenheit des DS gegenüber der PSP bereits das Ende Nintendos anhaltender Dominanz auf dem Markt der Handheld-Konsolen prognostiziert. Doch bei Marktstart des Nintendo DS zeigte sich das Gegenteil. Die Konsole erfreute sich großer Beliebtheit sowohl in etablierten Spielerkreisen, als auch unter Gelegenheitsspielern. Die Verkaufszahlen übertrafen schnell die der Game-Boy-Reihe und der Nintendo DS läutete als Nintendos erfolgreichste Konsole überhaupt dessen Erfolg im aufkommenden Markt des Casual Gaming ein, dem die Wii etwas später folgen sollte.
Der Nintendo DS wurde bis September 2008 in Europa etwa 24 Millionen Mal verkauft; weltweit wurden bis dahin insgesamt über 80 Millionen Stück abgesetzt. In Japan überstiegen die Verkaufszahlen der Konsole im Jahr 2005 deutlich die der PlayStation 2 und der PSP. Im Jahr 2006 verkauften sich Nintendo DS und Nintendo DS Lite zusammen, trotz starker Lieferengpässe in Japan, häufiger als alle anderen erhältlichen Konsolen zusammengenommen. Erst mit dem Ende der japanischen Sommerferien im August 2007 entspannten sich die Lieferprobleme des Handheld deutlich. Im September wurden wöchentlich ca. 70.000 Einheiten verkauft, was einen deutlichen Rückgang im Vergleich zu den Vormonaten darstellt.
Anfang 2008 erreichte der DS vorläufig eine Marktsättigung in Japan. Die Verkaufszahlen gingen auf circa 50.000 Einheiten pro Woche zurück, was zum einen an der großen installierten Hardwarebasis des Gerätes liegt (über 22 Millionen Stück in Japan) und zum anderen an einer fehlenden Preissenkung des Gerätes, welches seit 2004 zum gleichen Preis auf dem Markt war.

### Nachfolger
Den Nachfolger des Nintendo DS gibt es seit dem 25. März 2011 unter dem Namen Nintendo 3DS. Dieser verfügt über eine ein- und ausschaltbare 3D-Funktionalität, die keiner 3D-Brille bedarf. Außerdem ist er abwärtskompatibel zu allen DS-Spielen und DSiWare-Titeln. Das Gerät wurde auf der E3 2010 vorgestellt und erschien am 25. März 2011 in Europa. Es folgten Varianten und Weiterentwicklungen mit dem Nintendo 3DS XL, Nintendo 2DS, New Nintendo 3DS (XL) und dem New Nintendo 2DS XL, bis Nintendo 2020 die Einstellung der 3DS-Reihe offiziell bekanntmachte.

## Software

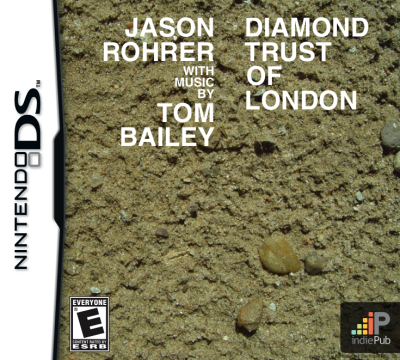
Coverbild eines Nintendo-DS-Spiels, „Diamond Trust of London“ von Jason Rohrer

### Spiele
Für den Nintendo DS sind weltweit über 3000 verschiedene Spiele erschienen. Dabei sind regional unterschiedliche Versionen des gleichen Spiels nur jeweils einmal berücksichtigt.

#### Launchtitel
| Titel                               | Publisher       |
| ----------------------------------- | --------------- |
| Asphalt: Urban GT                   | Ubisoft         |
| Daigasso! Band Brothers             | Nintendo        |
| Madden NFL 2005                     | Electronic Arts |
| Mahjongg Taikai                     | Koei            |
| Metroid Prime Hunters: First Hunt   | Nintendo        |
| Ping Pals                           | THQ             |
| Pokémon Dash                        | Nintendo        |
| Polarium                            | Nintendo        |
| Project Rub (Feel the Magic: XY/XX) | Sega            |
| Rayman DS                           | Ubisoft         |
| Ridge Racer DS                      | Namco           |
| Spider-Man 2                        | Activision      |
| Sprung                              | Ubisoft         |
| Super Mario 64 DS                   | Nintendo        |
| Tendo Dokuta                        | Spike           |
| The Urbz: Sims in the City          | Electronic Arts |
| Tiger Woods PGA Tour Golf           | Electronic Arts |
| WarioWare: Touched!                 | Nintendo        |
| Zoo Keeper                          | Success         |

#### Bestbewertet
Die nachfolgende Tabelle listet die Spiele mit den höchsten aggregierten Punkteständen gemäß Metacritic in der gesamten Lebensspanne der Konsole auf. Titel, die ausschließlich als DSiWare erschienen sind, werden nicht berücksichtigt. Ebenso sei der Fokus der Metacritic-Listungen auf den US-amerikanischen Markt erwähnt, wodurch viele Titel, die exklusiv in Japan oder Europa erschienen sind, nicht berücksichtigt sind.
| Titel                                  | Wertung 1 |
| -------------------------------------- | --------- |
| Grand Theft Auto: Chinatown Wars       | 93        |
| Chrono Trigger                         | 92        |
| Mario Kart DS                          | 91        |
| Mario & Luigi: Abenteuer Bowser        | 90        |
| The Legend of Zelda: Phantom Hourglass | 90        |
| Advance Wars: Dual Strike              | 90        |
| Castlevania: Dawn of Sorrow            | 89        |
| New Super Mario Bros.                  | 89        |
| Meteos                                 | 88        |
| The World Ends with You                | 88        |

### Abwärtskompatibilität

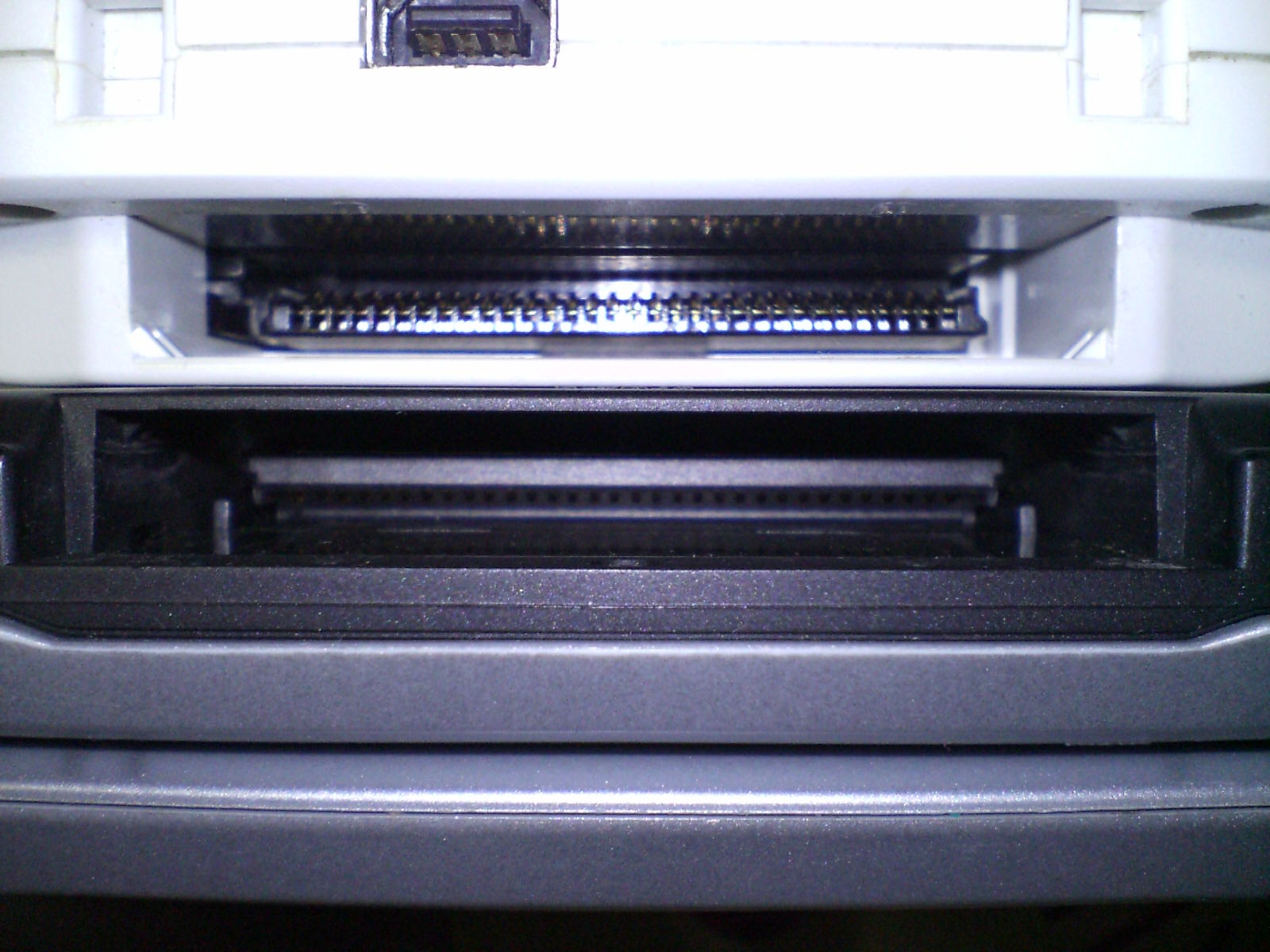
Slot-Vergleich: die kompatiblen GBA-Slots eines GBA (oben) und eines DS (unten)

Der Nintendo DS ist, abgesehen vom fehlenden Mehrspielermodus, vollständig abwärtskompatibel zur Spielebibliothek des Game Boy Advance. Dazu verfügt der Nintendo DS neben dem Slot-1 genannten Einschub für DS-Module auch über einen Slot-2 an der Unterseite, in dem die größeren Game-Boy-Advance-Module Platz finden. Im Gegensatz zu seinem Vorgänger bietet der DS jedoch keine Kompatibilität mehr zu Spielen für Game Boy und Game Boy Color. Beim Abspielen von GBA-Titeln wird wahlweise nur der obere oder nur der untere Bildschirm verwendet. Ausgewählte Spiele bieten die Möglichkeit des Datenaustausches untereinander bei gleichzeitig eingesteckten und kompatiblen DS- und GBA-Spielen. So können z. B. gefangene Pokémon aus den GBA-Spielen der Serie auf die DS-Editionen übertragen werden.
Gleichsam wie sich der Game Boy Advance per Kabel mit einem GameCube verbinden lässt, kann der Nintendo DS eine kabellose Verbindung zur Wii herstellen. Anders als bei der GBA-GameCube-Verbindung kann der DS dadurch nicht als Controller für die Wii fungieren. Die DS-Wii-Verbindung ermöglicht es, Demos auf die Handheld-Konsole zu überspielen und wird von ausgewählten Spielen mit Funktionen darüber hinaus unterstützt.

### Onlinefähigkeit

Kennzeichnung von Wi-Fi-fähigen Spielen

Durch seine volle WLAN-Kompatibilität ist es mit dem Nintendo DS möglich, gegen Menschen in der ganzen Welt über das Internet zu spielen. Viele onlinefähigen Spiele nutzen diese Fähigkeiten für einen Mehrspieler-Modus. Der Nintendo DS ist 802.11b-kompatibel; die Spiele benutzen ein darauf aufsetzendes proprietäres Protokoll. Um die Akkulaufzeit zu verbessern, wird nicht die gesamte Datenübertragungsrate (laut 802.11b zur Verfügung stehende) 11 Mbit/s, sondern nur etwa 1–2 Mbit/s benutzt.
Nintendo bot in Zusammenarbeit mit GameSpy einen kostenlosen Onlinedienst an, welcher das Spielen via Internet ermöglichte. Der Nintendo Wi-Fi Connection genannte Dienst wurde gleichzeitig mit der Veröffentlichung von Mario Kart DS am 25. November 2005 gestartet und bis 20. Mai 2014 betrieben.
Der Zugang erfolgte über einen standardmäßigen Wireless Access Point oder ein spezielles USB-Steckmodul von Nintendo. Eine Kooperation mit der Deutschen Telekom zur (in Deutschland) kostenlosen Nutzung der öffentlichen Hot Spots endete zum 30. Juni 2011.
Nachteil der älteren Konsolen ist die ausschließliche Unterstützung der unsicheren WEP-Verschlüsselung, auf die ein lokales Funknetzwerk eingestellt sein muss.
Auf der E3 2005 wurde zudem VoIP-Software für den Handheld demonstriert. Mit dieser Voice-Client-Software kann man sich über das Mikrofon der Konsole verständigen. Das Spiel Metroid Prime Hunters ermöglicht mit dieser Software eine Kommunikation außerhalb des eigentlichen Spiels. In den Pokémon Editionen Diamant und Perl ist die Voice-Client-Software auch eingebaut.
Es gab in deutschen Großstädten bei Händlern und Elektrogroßmärkten sogenannte Download-Stationen, über die Spieler kostenlos Demoversionen und Trailer zu neuen oder anstehenden Spieleveröffentlichungen auf ihren eigenen DS herunterladen konnten.
Mit der Einstellung der Nintendo Wi-Fi Connection am 20. Mai 2014 fielen viele Onlinefunktionen des Nintendo DS weg.

### Anwendungen
Das vorinstallierte Chatprogramm PictoChat ermöglicht es, in vier Chatrooms mit je 16 Teilnehmern in der direkten Umgebung zu chatten und mittels Touchscreen erstellte Zeichnungen zu verschicken. Laut Herstellerangabe liegt die Sendereichweite der DS zu DS-Verbindung im freien Raum bei 10 m.
Der Nintendo DS ist in erster Linie eine Spielkonsole wie der Game Boy; Nintendo und einige Drittentwickler arbeiten jedoch auch an Programmen, die den DS mit den Funktionen eines Organizers ausstatten, sowie an Touchscreen-gesteuerten Wörterbüchern. Des Weiteren wurde in Kooperation mit Opera der auf Version 8.5 des gleichnamigen Webbrowsers basierende Nintendo DS Browser entwickelt. Veröffentlicht wurde dieser Ende Juli 2006 in Japan sowie am 6. Oktober des gleichen Jahres in Europa. Da der DS um einiges preiswerter ist als die meisten aktuell auf dem Markt befindlichen PDAs und Organizer, rechnen die Hersteller mit einer erfolgreichen Einführung der Software und der Erschließung eines neuen Marktes als Hersteller der Hardware.
Zudem gibt es Homebrew-Software für den DS, welche sich über spezielle Chipkarten auf den DS übertragen lässt. Somit kann man den DS mit vielen Funktionen erweitern, (ältere) Spiele und Systeme emulieren (wie zum Beispiel ScummVM oder Descent, C64, SNES) oder selbstprogrammierte Spiele und Programme starten, welche auf verschiedenen Seiten legal angeboten werden. So existieren beispielsweise Homebrew-Browser, Clients für Instant-Messenger-Netzwerke oder IRC, MP3-Player, Organizer, Kalender, Dateimanager und viele weitere Programme.
Weiterhin ist das Projekt DSLinux zu nennen, das sich zur Aufgabe gemacht hat, Linux auf den Nintendo DS zu portieren.

## Zubehör
Für den Nintendo DS ist bisher verschiedenes Zubehör zum Anschluss am GBA-Slot (Slot-2) erschienen. Mit den neueren DS-Version DSi und 3DS/XL kann dieses Zubehör, aufgrund des dort fehlenden Slot-2, nicht benutzt werden.

Original Nintendo-DS-Rumble-Pak

So gibt es zum Beispiel ein Rumble Pak mit Rütteleffekt. Die Erweiterung kann über den Nintendo-Kundendienst oder als Beigabe zu einem NDS-Spiel, wie zum Beispiel Actionloop oder Metroid Prime Pinball, bezogen werden. Durch Importhändler lässt sich auch ein Rumble Pak für den Nintendo DS Lite erwerben, dieses hat dann die DS-Lite-Maße und ragt somit auch nicht aus dem Nintendo-DS-Lite-Gehäuse heraus. Eine Veröffentlichung für den europäischen Markt ist nicht geplant. Dem Nintendo-DS-Browser wird eine RAM-Erweiterung beigelegt.
In Japan gibt es einen TV-Empfänger für den DS. Den europäischen Markt hat dieser nie erreicht, da er den in Europa nicht verwendeten Übertragungsstandard 1seg benutzt.
Es gibt außerdem eine GBA-Slot-Erweiterung namens NDSMotion, die Bewegungen ähnlich einer Wiimote registriert. Diese hat jedoch nur eine Homebrew-Unterstützung und es gibt keine kommerziellen Spiele, die mit ihr zusammenarbeiten.
Weiterhin ist in Japan eine Erweiterung für den GBA-Slot auf dem Markt, die einen Paddle Controller zur Verfügung stellt, mit dem Spiele wie „Arkanoid DS“ oder „Space Invaders“ gespielt werden können. Die Erweiterung wurde von Taito produziert.
Ebenfalls erhältlich ist eine Griffleiste für das Spiel „Guitar Hero“ sowie ein Schrittzähler für „My Fitness Coach“ – ebenfalls beides Erweiterungen für den GBA Slot des DS bzw. DS Lite.

### Flashkarten

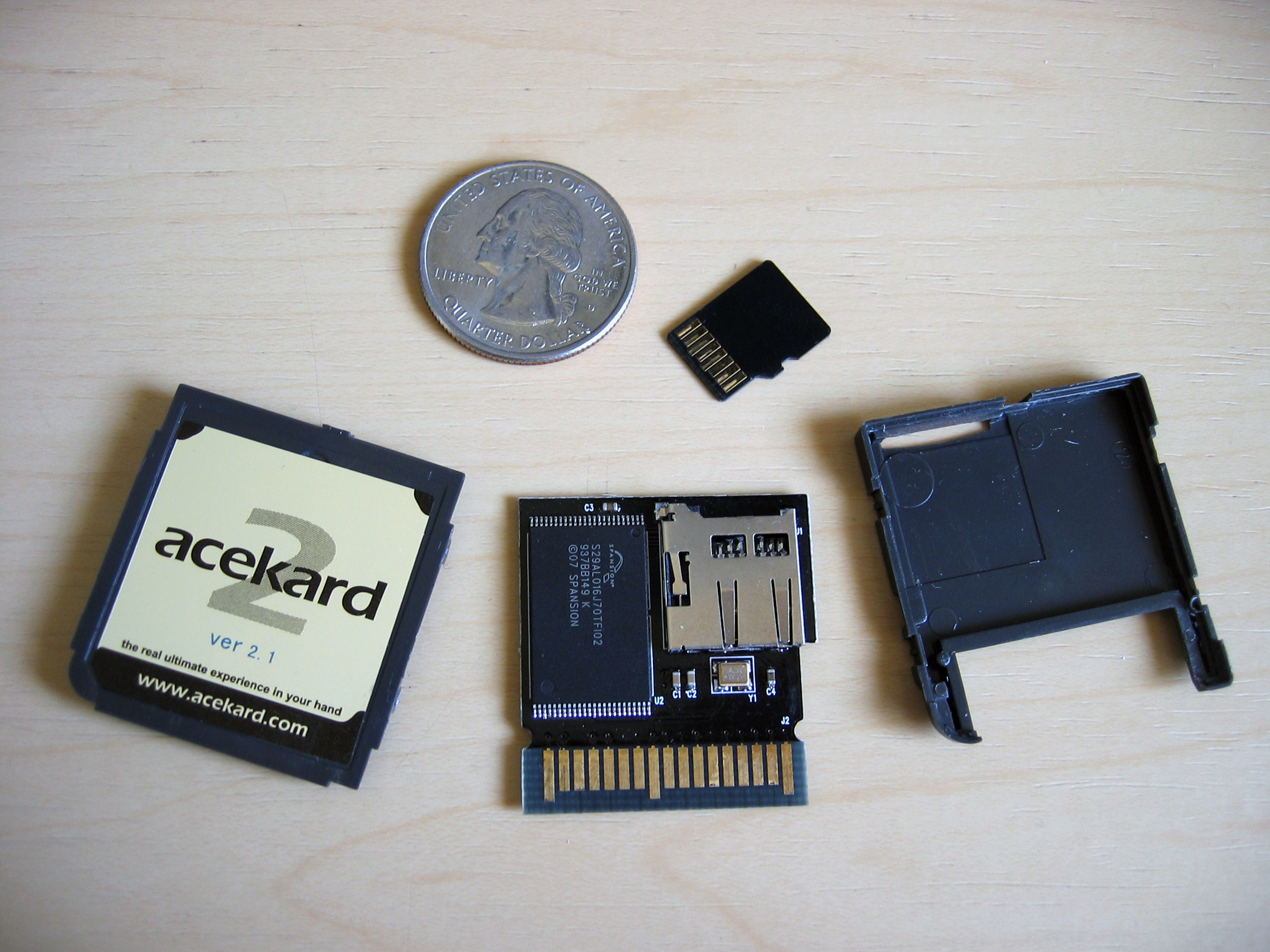
Zerlegte Slot-1-Flashkarte mit microSD-Karte und Münze zum Größenvergleich

Für den Nintendo DS kamen eine Reihe nicht-lizenzierter sogenannter Flashkarten von Drittanbietern auf den Markt. Diese Karten haben das Format eines Nintendo-DS- oder Game-Boy-Advance-Spielmoduls und werden entsprechend in Slot 1 oder Slot 2 der Konsole eingesteckt. Zusätzlich verfügen die Module in der Regel über einen Einschub für eine microSD-Karte, die z. B. mittels eines beiliegenden USB-Adapters mit Musikdateien, Bildern, Videos und sog. ROMs bespielt werden kann. Zum Abspielen der Dateien auf der Konsole müssen ein entsprechendes Betriebssystem sowie ggf. weitere Anwendungen, wie ein Mediaplayer oder ein Emulator, auf der microSD-Karte installiert sein. Beispiele für Slot-1-Karten sind die Supercard DS One und die M3 DS Simply. Für Slot 2 erschienen unter anderem die Supercard Lite sowie der M3 Movie Player.
Nach einem mehrjährigen Prozess stellte das Oberlandesgericht München mit einem Urteil vom 22. September 2016 den Vertrieb und Verkauf dieser Flashkarten in Deutschland unter Strafe. Begründung für das Urteil ist, dass diese Karten unter anderem dazu genutzt würden, die Kopierschutzmaßnahmen des Spieleherstellers zu umgehen. Nach vorangegangenen Entscheidungen des Deutschen Bundes- und des Europäischen Gerichtshofes stellt dies eine Verletzung des Urheberrechts dar. Zuvor waren solche Flashkarten frei im Einzelhandel verfügbar. Japan und Großbritannien hatten den Verkauf solcher Flashkarten bereits vor dem deutschen Urteil für gesetzeswidrig erklärt.

## Technik

### Speichermedium
Die Spiele des Nintendo DS werden auf proprietären Modulen gespeichert. Die Speicherkapazität eines Moduls beträgt bis zu 512 MB.
Eigentlich muss in Deutschland auf jedem Videospiel-Datenträger das entsprechende USK-Etikett abgedruckt sein. Aufgrund der kleinen bedruckbaren Fläche findet hier, wie bereits beim Vorgänger, eine Ausnahmeregelung Anwendung. So müssen die Speicherkarten erst ab einer Freigabe von 12 Jahren entsprechend gekennzeichnet sein und ein Hinweissatz anstelle des üblichen Etiketts reicht aus. Auf den Spielen steht dann: „Freigegeben ab 12/16/18 Jahren“. Für die Spielverpackung gelten die normalen Vorschriften.

### Hardware-Spezifikation
CPU
Hauptprozessor: ARM946E-S (67 MHz, bei DSi: 133 MHz)
Subprozessor: ARM7TDMI (33 MHz)
Speicher
Arbeitsspeicher: 4 MB (Bei DSi: 16 MB)
Nur beim Nintendo DSi: 256 MB Flashspeicher
VRAM: 656 KB
LC-Bildschirm
Bildschirmgröße: zwei Bildschirme, 256 × 192 Bildpunkte (RGB)
Nintendo DS und DS Lite: je 61 × 46 mm (3 Zoll)
Nintendo DSi: je 66 × 49,5 mm (3,25 Zoll)
Farben: 262.144
Hintergrundbeleuchtung:
Nintendo DS: Licht ein-aus
Nintendo DS Lite: vier Stufen einstellbar
Nintendo DSi: fünf Stufen einstellbar
Grafik 2D
BG: vier Background-Layer pro Display
OBJ: maximal 128 Sprites
Grafik 3D
Polygon-Zeichenrate: maximal 120.000 Polygone pro Sekunde
Pixel-Füllrate: maximal 30 Millionen Pixel pro Sekunde
Klang
Stereo (für Kopfhörer und Lautsprecher)
Virtueller Raumklang über die internen Lautsprecher
Eingebautes Mikrofon bzw. proprietärer Mikrofoneingang
Drahtlose Kommunikation
IEEE 802.11b-basiertes proprietäres Protokoll (DSi unterstützt weitere Protokolle)
Verschlüsselung der WLAN-Daten:
WEP
Nur beim Nintendo DSi: WPA, WPA2; jedoch nicht von bisherigen Spielen nutzbar.
Befehlseingabe
Touchscreen (zum Beispiel per Stylus oder Daumenstylus)
Steuerkreuz
Tasten A, B, X, Y, R, L, Select & Start, Power (nicht für die Spielsteuerung verwendbar)

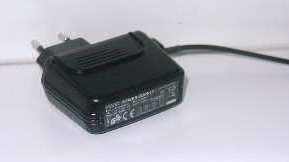
Steckernetzteil des NDS

Mikrofon
Kamera (Nur DSi/DSi XL)
Energieversorgung
Power Management für 2D-, Geometry-, Rendering-Engine und LCD.
Lithium-Ion Akku (3,7 V, 850 mAh beim DS, 1000 mAh beim DS Lite und 840 mAh beim DSi)
Steckernetzteil mit proprietärem Stecker (DS, DS Lite und DSi besitzen inkompatible Stecker)
Größe (in geschlossenem Zustand)
2,87 cm/14,86 cm/8,46 cm (H/B/T, Nintendo DS)
2,15 cm/13,30 cm/7,39 cm (H/B/T, Nintendo DS Lite)
1,89 cm/13,70 cm/7,49 cm (H/B/T, Nintendo DSi)
2,12 cm/16,10 cm/9,14 cm (H/B/T, Nintendo DSi XL)